# 24
24（二十四）是23与25之间的自然数，是一個合數，質因數有2和3。常見文化中有許多事物與24有關，例如一日有24小時、一年有24節氣。

## 数学性质
- 第14個合數，正因數有1、2、3、4、6、8、12和24。前一個為22、下一個為25。
質因數分解為{\displaystyle 2^{3}\times 3}。
- 24不包含本身的因數和為36，因此24是一個過剩數，其因數和超過本身12，這個值稱為24的盈度。24是第4個擁有這種性質的數字。前一個為20、下一個為30。
  - 第5個半完全數，和為本身的其中一組因數為1、 2、 3、 4、 6、 8。前一個為20、下一個為28。
- 第6個高合成數。前一個為12、下一個為36。
- 佩服數：24存在一個因數6，使得除了6和本身的因數相加後再扣掉6等於24本身，因此24是一個佩服數，是第3個有此性質的數。
- 4的階乘。前一個為6、下一個為120。
- 第15個十进制的哈沙德數。前一個為21、下一個為27。
- 第9個十进制的奢侈數。前一個為22、下一個為26。
- 正二十四邊形為第12個可作圖多邊形。前一個為20、下一個為30。
- 高合成數：24共有8個因數，任何比24小的自然數之因數數量均少於8個，因此24是一個高合成數，是第6個擁有此性質的數字，前一個是12，下一個是36[1] 。
- 半完全數：24的因數中，前6個因數的和為本身，除了4和8以及本身之外的其他因數的和也是本身，因此24是一個半完全數，是第五個擁有此性質的數字，前一個是20，下一個是28[2] 。
- 相容數：24存在一個因數4使得其餘不含本身的因數之和減去4等於28，而28也存在一個因數2，使得其餘不含本身的因數之和減去2等於24，因此24和28是一對相容數，是第一組有此種性質的數對，下一對是(30, 40)。
- 每个因子减一（包括本身，不包括1，2）得到的数都是素数：24是第6個具有此性質的數字，也是具有这样的性质的最大的数，前一個是12。而其餘具有此性質的數字正好都是24的因數[3]。
- 高過剩數：24的真因數和是36，真因數和數列為 (24, 36, 55, 17, 1, 0)。由於24的真因數和也是過剩數因此24是一種高過剩數。24是第一個有此性質的數，下一個是30。
- 24是4的階乘，這代表了4個相異的物品任意排列共有24種不同的排列方法。例如序列 (1,2,3,4)，這24種可能的排列為： (1,2,3,4), (1,2,4,3), (1,3,2,4), (1,3,4,2), (1,4,2,3), (1,4,3,2), (2,1,3,4), (2,1,4,3), (2,3,1,4), (2,3,4,1), (2,4,1,3), (2,4,3,1), (3,1,2,4), (3,1,4,2), (3,2,1,4), (3,2,4,1), (3,4,1,2), (3,4,2,1), (4,1,2,3), (4,1,3,2), (4,2,1,3), (4,2,3,1), (4,3,1,2), (4,3,2,1)。
- 24的真因數和為36，其真因數和序列為(24, 36, 55, 17, 1, 0). 24是最小的真因數和也是過剩數的過剩數。
- 只有一個整數的真因數和是24，即529 = 232。
- φ(x) = 24 有10個解，分別為35, 39, 45, 52, 56, 70, 72, 78, 84 和 90。其數量比所有小於24的整數還多，因此24是一個高歐拉商數[4]，前一個是12，下一個是48。
- 24是一個九邊形數[5]，前一個是9，下一個是46。
- 24是一對孿生質數的和，該對孿生質數為(11, 13)。前一個是12，為(5, 7)的和；下一個是36，為(17, 19)的和。
- 24是一個哈沙德數[6]，前一個是21，下一個是27。
- 24是一個半曲流數[7]，前一個是10，下一個是66。
- 24是一個三波那契數（英语：Generalizations_of_Fibonacci_numbers#Tribonacci numbers）[8]，前一個是13，下一個是44。
- 24是一個邪惡數，前一個是23，下一個是27。
- 任何連續4個整數的乘積都可以被24整除。因為其中會包含2個偶數，其中一個偶數會是4的倍數，且至少會包含一個三的倍數。
- 24是炮彈問題（英语：Cannonball problem）唯一的非平凡解（nontrivial solution），12 + 22 + 32 + … + 242是完全平方數（702）（炮彈問題的平凡解為12 = 12）。
- 魏爾斯特拉斯橢圓函數的模判別式Δ(τ)是戴德金η函數的24次方： η(τ):   Δ(τ) = (2π)12η(τ)24.
- 24是唯一所有因數n在Z/nZ交换环中，其反元素皆為1的平方根的數。因此，乘法群(Z/24Z)× = {±1, ±5, ±7, ±11}與加法群(Z/2Z)3是同構的。這是因為怪兽月光理论的緣故。
因此，任何與24互質的數字n，特別是任何大於3的質數n，都會具有n2 – 1可以被24整除的性質。
  - 例如：23與24互質，{\displaystyle {{{23}^{2}}-{1}}=528}{\displaystyle \,=22\times 24}。
- 24是第二個格朗維爾數（英语：Granville number），前一個是6，下一個是28。[9]
- 24是可被不大於其平方根的所有自然數整除的最大整數[10]，前一個有這種性質的數是12。
- 24是第6個威佐夫AB數，前一個是21，下一個是29[11][12]。

### 幾何
- 24條邊的多邊形稱為二十四邊形。
- 24個面的多面體稱為二十四面體。
- 24個胞的多胞體稱為二十四胞體，特別地，在四維空間中，有一種正圖形是二十四胞體，即正二十四胞体，由24個正八面體組成，具有24個頂點，是個自身對偶的多胞體，且這種形狀不存在其他維度的類比。
- 超立方體有24個正方形面
- 24維空間中有24個正偶數單位網格（英语：unimodular lattices）稱為尼邁爾網格（英语：Niemeier lattice）。
- 異相雙四角台塔柱和偽大斜方截半立方體是有24個頂點的偽均勻多面體。
- 24是四維空間的牛頓數（英语：Kissing number）：若將四維超球內切入這個正二十四胞體堆砌的每個超胞，則產生的結果將會是四維空間中可能的正超球體填充中最緊密的一種排佈[13]。
- 24是K3曲面的尤拉示性数。

### 基本运算
| 乘法                             | 1  | 2  | 3  | 4  | 5   | 6   | 7   | 8   | 9   | 10  |  | 11  | 12  | 13  | 14  | 15  | 16  | 17  | 18  | 19  | 20  |  | 21  | 22  | 23  | 24  | 25  |
| -------------------------------- | -- | -- | -- | -- | --- | --- | --- | --- | --- | --- |  | --- | --- | --- | --- | --- | --- | --- | --- | --- | --- |  | --- | --- | --- | --- | --- |
| {\displaystyle {{24}\times {x}}} | 24 | 48 | 72 | 96 | 120 | 144 | 168 | 192 | 216 | 240 |  | 264 | 288 | 312 | 336 | 360 | 384 | 408 | 432 | 456 | 480 |  | 504 | 528 | 552 | 576 | 600 |

## 在科学中
- 鉻的原子序數。[14]
- 二十四烷的碳原子數量。

## 在聖經
- 二十四個座位，啟示錄4章
- 二十四位長老，啟示錄4, 5, 11及19章

## 在人类文化中
- 作家郭居敬所編錄的詩選，稱為二十四孝
- 為中國古代各朝撰寫的二十四部史書的總稱，稱為二十四史
- 在中国传统纪年方式中，一年中有24个特殊的日子，称为24节气。
- 在大部分历法中，一日有24小時[15]。
- 美国反恐与谍战电视剧《24》的标题名。